# Перезвілл (Техас)
Перезвілл (англ. Perezville) — переписна місцевість (CDP) в США, в окрузі Ідальго штату Техас. Населення — 2685 осіб (2020).

## Географія
Перезвілл розташований за координатами 26°14′22″ пн. ш. 98°24′8″ зх. д. / 26.23944° пн. ш. 98.40222° зх. д. (26.239542, -98.402326).  За даними Бюро перепису населення США в 2010 році переписна місцевість мала площу 4,27 км², уся площа — суходіл.

## Демографія
Згідно з переписом 2010 року, у переписній місцевості мешкало 5376 осіб у 1697 домогосподарствах у складі 1463 родин. Густота населення становила 1258 осіб/км².  Було 2689 помешкань (629/км²). 
Расовий склад населення:
| - 98,9 % — білих - 0,4 % — корінних американців - 0,1 % — чорних або афроамериканців - 0,1 % — азіатів |

До двох чи більше рас належало 0,2 %. Іспаномовні складали 72,9 % від усіх жителів.
За віковим діапазоном населення розподілялося таким чином: 31,0 % — особи молодші 18 років, 47,4 % — особи у віці 18—64 років, 21,6 % — особи у віці 65 років та старші. Медіана віку мешканця становила 35,0 року. На 100 осіб жіночої статі у переписній місцевості припадало 91,2 чоловіків;  на 100 жінок у віці від 18 років та старших — 88,8 чоловіків також старших 18 років.
Середній дохід на одне домашнє господарство  становив 37 286 доларів США (медіана — 27 054), а середній дохід на одну сім'ю — 39 521 долар (медіана — 30 265). Медіана доходів становила 25 703 долари для чоловіків та 26 194 долари для жінок. За межею бідності перебувало 37,9 % осіб, у тому числі 59,6 % дітей у віці до 18 років та 18,2 % осіб у віці 65 років та старших.
Цивільне працевлаштоване населення становило 1149 осіб. Основні галузі зайнятості: освіта, охорона здоров'я та соціальна допомога — 25,0 %, роздрібна торгівля — 24,0 %, транспорт — 11,7 %, будівництво — 8,8 %.